# Rhodopygia hinei
Die Rhodopygia hinei ist eine der fünf Libellenarten der Gattung Rhodopygia aus der Unterfamilie Sympetrinae. Sie tritt von Südamerika bis Panamá und Costa Rica sowie in Guatemala auf. Erstmals beschrieben wurde die Art im Jahr 1906 von Philip Powell Calvert anhand eines Tieres aus Guatemala.

## Beschreibung der Imago
Der Hinterleib (Abdomen) misst bei den Männchen zwischen 31 und 33 Millimetern. Bei den Weibchen ist er deutlich kürzer und misst 32,5 Millimeter. Während dieser Körperteil bei den Männchen leuchtend rot ist, ist er, wie auch der Thorax, bei den Weibchen bräunlich rot. Ebenfalls bräunlich rot ist der Thorax der Männchen. Während das Labium und die Oberlippe (Labrum) gelb sind, sind die sich daran anschließende Stirnplatte (Clypeus) und die Stirn rot.
Die Hinterflügel messen bei den Männchen zwischen 38 und 42 Millimeter, während die Länge bei den Weibchen bei 41 Millimetern liegt. Das rötlich braune Flügelmal (Pterostigma) erreicht bei den Weibchen 4,2 Millimeter, während es bei den Männchen 3,5 bis 4,1 Millimeter misst.

## Belege
1. 1 2  J. Belle - Synopsis of the Neotropical genus Rhodopygia Kirby, 1889 (Odonata: Libellulidae), Zool. Med. Leiden 72 (1), (1998) 1-13, ISSN 0024-0672.